# W.H. Auden
Wystan Hugh (W. H.) Auden, född 21 februari 1907 i York i North Yorkshire, död 29 september 1973 i Wien i Österrike, var en brittisk (engelsk) författare som ofta räknas till de främsta brittiska 1900-talspoeterna. Hans samlade verk tillhör några av de största inom brittisk litteratur, och uppgår till över 400 dikter samt lika många essäer och recensioner. Utöver poesi verkade han inom en rad olika genrer, däribland dramatik och libretton.

## Biografi

### Barndom

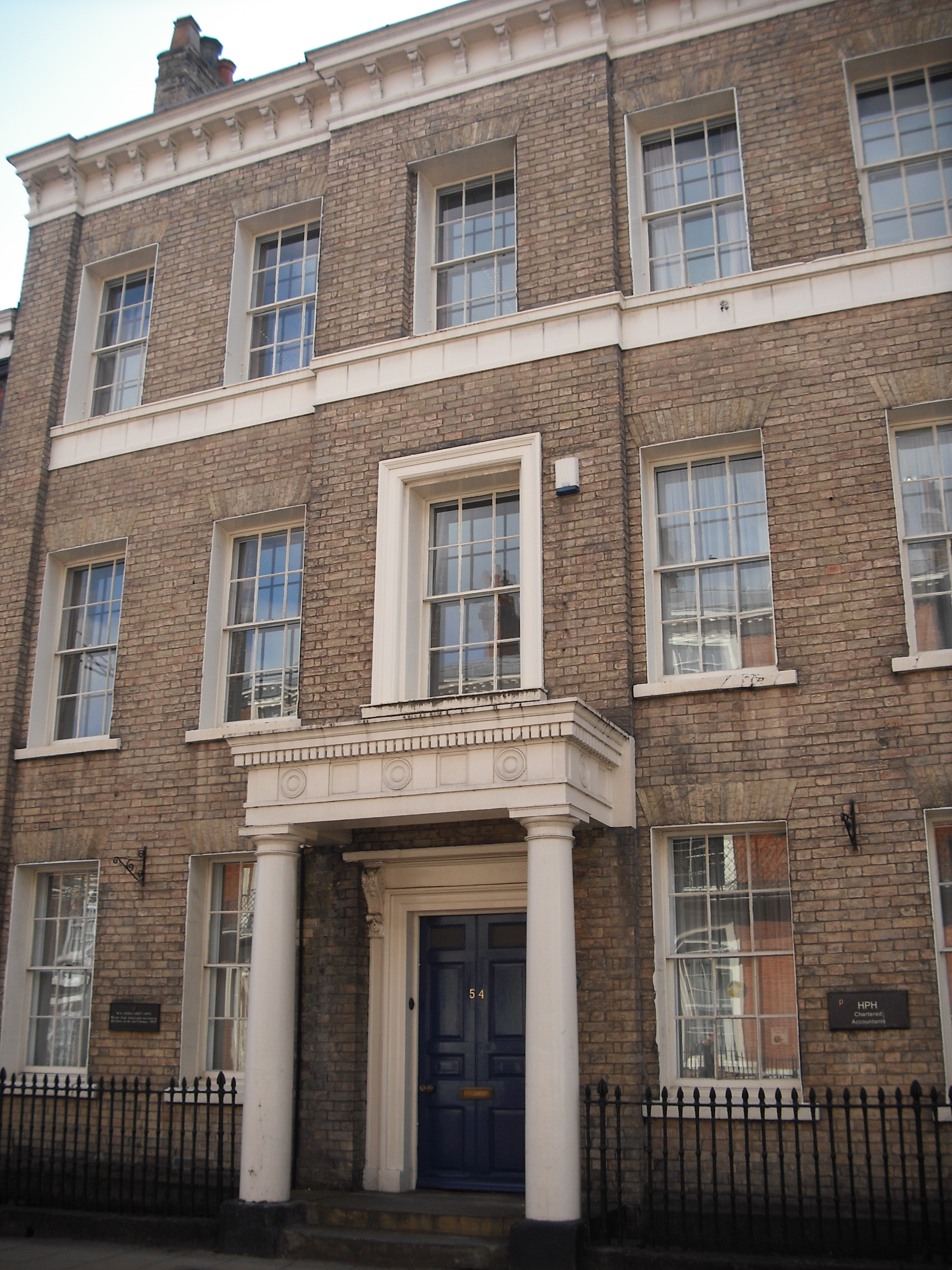
Audens födelseplats i York.

Auden föddes i York i England. Fadern George Augustus Auden var läkare, och modern Constance Rosalie Auden, född Bicknell, var utbildad missionärssjuksköterska, ett yrke som hon aldrig fick tillfälle att utöva. Han var yngst av tre söner. Den äldsta, George Bernard Auden, blev lantbrukare, och mellanbrodern John Bicknell Auden geolog. Såväl Audens morfar som farfar var präster i anglikanska kyrkan, och hans uppväxt var i ett anglo-katolskt hem som följde en högkyrklig anglikansk tradition. Doktrinerna och ritualerna låg inte långt från den romerska katolicismen. Han kom senare att härleda sin kärlek till musik och språk till gudstjänsterna och kyrkohögtiderna från sin barndom. Han trodde sig ha isländskt påbrå, och hans livslånga fascination inför isländska legender och fornnordiska sagor är uppenbar i hans verk.
1908 flyttade familjen till Solihull nära Birmingham. Fadern började undervisa i folkhälsa, och blev senare professor i ämnet. Audens intresse för psykoanalys kom så att börja redan i faderns bibliotek.
Från åtta års ålder studerade han vid internatskolor och kom hem till högtider. Hans resor i Penninerna och dess avtagande gruvindustri återkommer i många av hans dikter. Han såg den döende gruvstaden Rookhope som ett heligt landskap, vilket återkommer i den sena dikten "Amor Loci". Hans tidiga planer var att bli gruvingenjör, men passionen för ord blev starkare.

### Utbildning
Auden studerade vid St Edmund's School i Hindhead i Surrey. Där kom han att träffa Christopher Isherwood, som senare blev känd som romanförfattare. Vid 13 års ålder gick han på Gresham's School i Norfolk. När hans vän Robert Medley där, 1922, frågade honom om han skrev poesi, insåg Auden att hans önskan var att bli poet. Kort efteråt avtog hans intresse för religion. Han spelade i flera teaterproduktioner i skolan, bland annat Katherina i Så tuktas en argbigga 1922 samt Caliban i Stormen 1925 (hans sista år vid Gresham's). Hans första publicerade dikter trycktes i skoltidningen 1923. Auden skrev senare ett kapitel om skolan i Graham Greenes The Old School: Essays by Divers Hands (1934).
1925 började han vid Christ Church, Oxford med ett stipendium i biologi. Han bytte till engelska under andra skolåret. Vid Oxford träffade han Cecil Day-Lewis, Louis MacNeice och Stephen Spender. Dessa fyra kom, något missledande, att under 1930-talet kallas "Audengruppen" för sina delade (men inte identiska) vänsteråsikter. Auden lämnade Oxford 1928 med en kandidatexamen. 1930 gavs hans första diktsamling ut.
Auden återknöt kontakten med Isherwood 1925 genom studenten A. S. T. Fisher. Under de kommande åren skickade Auden dikter till Isherwood för kommentar och kritik. De två hade även ett sexuellt förhållande mellan förhållanden med andra och under en period levde de tätt samman i Berlin. 1935-39 skrev de tillsammans tre pjäser och en reseguide.
Från Oxfordåren och framåt kom Audens vänner att beskriva honom som rolig, extravagant, sympatisk, generös och, delvis av eget val, ensam. I sällskap var han ofta dogmatisk och högdragen på ett roande vis. I mindre sammanhang var han försagd och blyg, såvida han inte kände sig säker på att han var välkommen. Han var punktlig och besatt av att klara deadlines.

### Vuxet liv
1935 ingick han ett skenäktenskap med Erika Mann, för att hon skulle få brittiskt medborgarskap. Efter att ha deltagit i spanska inbördeskriget kom han 1939 till USA och blev amerikansk medborgare 1946.
1948 invaldes Auden i American Academy of Arts and Letters. Från denna akademi hade han tilldelats ett pris, en Merit Medal in Poetry, redan 1945. Detta pris fylldes på med en Gold Medal från samma akademi i genren poesi år 1968.
1961 nominerades Auden till Nobelpriset i litteratur. 1963, 1965, 1966 och 1967 var Auden föreslagen av Svenska Akademiens nobelkommitté som en av slutkandidaterna till nobelpriset i litteratur.
Auden var till och från mycket religiös, men samtidigt mycket intresserad av naturvetenskap. Han såg inte kristendomen som ett hot mot, utan snarare som en grund för naturvetenskaperna. Detta kan jämföras med hans syn på marxismen, som han på andra håll uttryckt som ett större hot mot vetenskapen än kristendomen. Christopher Isherwood sade vid ett tillfälle att Auden har en "vetenskaplig disposition", och Auden själv har sagt att något inte kan vara sant för en person och falskt för en annan". Det var grunden till att Auden såg det som av absolut största vikt att alltid försöka uttrycka sanningar. Han vände sig mot "suspension of disbelief" i poesi, eftersom han menar att en poet aldrig får uttrycka något som låter poetiskt tilltalande om han inte är övertygad om att det är sant. Detta fick till följd att Auden ständigt återkom till och omarbetade sina dikter, och tog bort flera av dem ur sin kanon.

## Verk

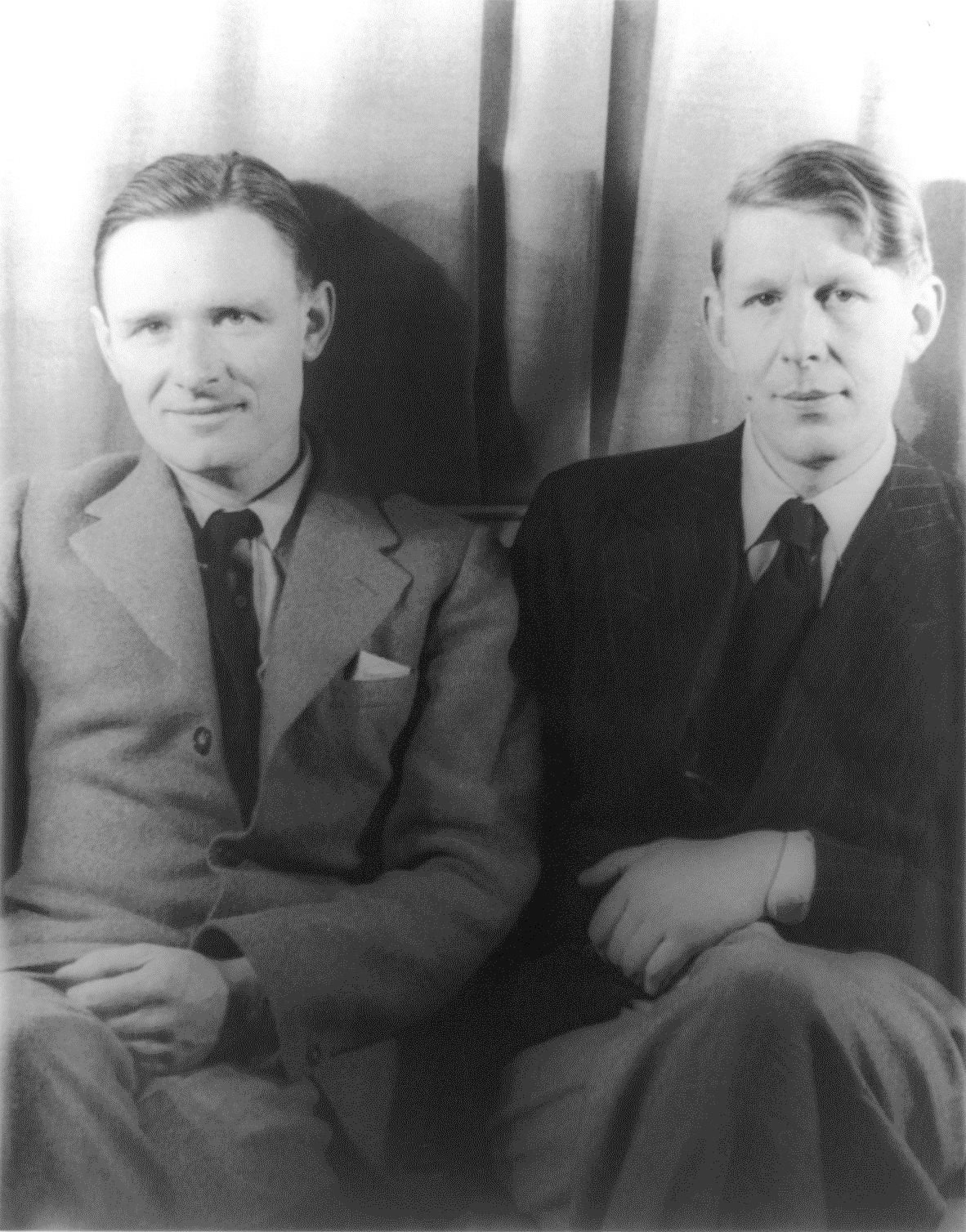
Auden och Isherwood, 1939.

Auden var verksam inom en stor rad litterära genrer, och författade fler än fyra hundra essäer och recensioner om litteratur, historia, politik, musik, religion och många andra ämnen. Han gav ofta rent litterära gensvar på teknisk utveckling och innovationer, och var tidigt ute som radiodramatiker och textförfattare till dokumentärfilmer. Om dessa verk skrev han 1964 att de hade gett honom "större erotisk njutning än alla sexuella relationer jag har haft."

### Poesi
Auden gav totalt ut omkring fyra hundra dikter, och bland dem sju långdikter. Två av dessa långa dikter i sin tur var av boklängd. I omfång och metod var hans poesi närmast encyklopedisk, och gick stilmässigt från obskyr tidig 1900-talsmodernism till mer tydliga och traditionella former, som ballader, limerickar, via former som haiku, doggerel och villaneller. Han har även skrivit ett juloratorium och en barock-eklog på anglosaxisk meter. Tonen och innehållet i hans dikter gick från popsångsklichéer till komplexa filosofiska betraktelser, från liktornar till atomer och stjärnor, från samtida kriser till samhällets evolution.
W.H. Auden blev känd för sin tekniskt virtuosa diktning präglad av såväl ett djupt, mångsidigt intellekt och en humoristisk kvickhet där han ofta vävde in aktuella händelser. Han var därutöver väldigt noggrann i sitt användande av språk, och använde på ett intrikat och medvetet vis vokabulär och stilistiska figurer, vilket har gjort hans poesi väldigt svåröversatt.Han var också skicklig i att imitera andra diktare som Emily Dickinson och W.B. Yeats. Hans dikter skildrar ofta, bokstavligt eller metaforiskt, någon form av resa eller sökande. I hans senare diktning ersattes hans ungdoms socialistiska värderingar av ett religiöst inflytande från kristendomen. Auden anses vara 1900-talets främste brittiske poet och var även en framstående författare av dramatik, libretton och essäer. Hans samlade verk åtnjuter enligt Edward Mendelson såväl den största bredden som djupet av brittisk poesi under de senaste 300 åren.
Auden själv delade upp sin poesi i epoker som motsvarade perioder i hans liv. Dessa epoker inleddes med större förändringar, antingen i honom själv eller i världen. 1933 började en period när han insåg vad det exakt vill säga att älska sin nästa som sig själv; nästa påbörjades när 1939 flyttade från Storbritannien till USA. En ytterligare inleddes under hans första sommar i Italien 1948. De två sista inleddes genom en flytt till ett sommarhus i Österrike 1948 samt när han 1972 återvände till England. Han har konstaterat att "alla dikter som jag har skrivit skrevs för kärlek".
Under hela sitt författarskap återvände Auden till gamla dikter för att skriva och arbeta om dem, framförallt sina tidiga dikter. Under slutet av sitt författarskap blev han dock mer benägen att avsluta dikterna, och efter 1942 drog han aldrig tillbaka en dikt som i tidigare verk hade publicerats. Exempel på dikter som han avfärdat är bland annat "Spanien" och "September 1, 1939", två av hans kanske mer kända dikter.

### Dramatik
Auden författade texter för scenkonstframställning under stora delar av sitt liv. Den första pjäsen skrev han när han lämnade Oxford 21 år gammal, och alldeles innan sin död 1973 var han med och skrev ett libretto för opera. För Auden liksom för T. S. Eliot blev dramatiken ett sätt att nå ut med poesin till en större publik (Eliot gav även ut Audens första pjäs, Paid on Both Sides, som dessutom sattes upp på samma teater som Eliots debutpjäs tre år senare). Samtidigt blev den poetiska ingången till dramatiken ett försök att göra dramatiken allvarligare, i en brittisk litteraturhistorisk kontext där seriös dramatik ofta setts som poetisk. Dock, vilket Auden var medveten om, var ansatsen svår, efter ett 1800-tal där poeter flera gånger misslyckats med att vända sig till dramatiken.  För Auden blev svaret radikalt experimenterande. Han menade att poesin i modern dramatik använts för rent språkliga finesser, medan man behövde återgå till den traditionella synen på poesins förhållande till tragedin som ett verktyg för att dramatiskt kunna spegla de verkligt relevanta temana.
Inspiration till detta fann han i tysk och skandinavisk dramatik. Under resor i Berlin fann han såväl Bertholt Brechts didaktiska dramer som den moderna Neue Sachlichkeit, "nya sakligheten", där objektiviteten och betraktandet står i fokus. Den nya sakligheten blir central för Auden, men framförallt för författarkollegan och den nära vännen Christopher Isherwood, som dessutom var hans första större samarbetspartner. Han låter i sitt stora magnum opus Farväl till Berlin en rad i romanens första sida, "Jag är en kamera med öppen slutare, helt passiv, mekaniskt registrerande", direkt referera till den nysakliga viljan att poetiskt och litterärt skildra samtiden som en kamera. Den tyska expressionismen letade sig samtidigt in i Audens texter, bland annat i Paid on Both Sides, och han kom att samarbeta med Brecht - en viktig tysk expressionist - för en Broadway-uppsättning. Eliot kommenterade att Paid on Both Sides är en "föregångare till det moderna poetiska dramat". Viljan att återskapa det "seriösa" dramat genom poesin kontrasteras dock av tydligt burleska inslag i pjäsen.
Han skrev flera pjäser tillsammans med Christopher Isherwood. De tre mer kända pjäserna, The Dog Beneath the Skin, Ascent of F6 och On the Frontier, som han skrev tillsammans med Isherwood är alla former av parablar, vilket även Paid on Both Sides kan sägas vara. Auden själv beskrev Paid on Both Sides som en "den engelska medelklassens parabel".

### Filmer
Han arbetade tillsammans med en grupp av konstnärer och filmare för dokumentärfilmer under 1930-talet, och med musikalgrupper under 1950- och 60-talen. Dokumentärfilmer producerade han oftast med John Grierson som regissör eller på annat vis medverkande. Bland annat har Night Mail blivit en klassiker i sin genre. Auden skrev manus samt läser upp dikter. Han producerade dock bara filmer under en kort period. Det sista manus han skrev var 1938, till den starkt socialistiska The Londoners. Därefter ägnade han sig i högre grad åt libretton för opera.

### Operor
I operalibretton fann Auden möjligheten att kunna framföra sina texter i ett visuellt medium med större litterärt genomslag än vad han kunde i till exempel film. Han kom att inleda ett nära samarbete med Chester Kallman, som han mellan 1939 och 1941 även hade ett sexuellt förhållande med. De arbetade med några av de största kompositörerna av sin tid, bland annat de modernistiska kompositörerna Igor Stravinskij och Hans Werner Henze. Dessutom utförde de en uppmärksammad översättning av Mozarts Trollflöjten.

## W.H. Auden på svenska (urval)

### Böcker
- Bestigningen av F6: tragedi i två akter (tillsammans med Christopher Isherwood). Översättning av Erik Lindegren, Bonniers, 1969
- En rucklares väg: opera i tre akter med musik av Igor Stravinskij (tillsammans med Chester Kallman). Översättning av Östen Sjöstrand, Bonniers, 1961. Vanligare omtalad som Rucklarens väg
- Färgarens hand och andra essayer. Översättning av Erik Sandin och Torsten Blomkvist, Bonniers, 1965
- Förklädd hund eller Var är Francis?: skådespel i tre akter (tillsammans med Christopher Isherwood). Översättning av Göran G Lindahl, Författares bokmaskin, 1994
- Och i vår tid. Urval och tolkning av Petter Bergman (inledning av översättaren) Bonniers, 1965
- Sir, ingens fiende. Urval och tolkning av Sven Collberg (inledning av Håkan Bravinger), Ellerström, 2003

### Artiklar och översättningar
- "Att behaga en skugga", Joseph Brodsky 1986. Analys av dikten "September 1,1939", samt annat om Auden.
- ”Auden”. Artikel med frågor till Ebba Lindqvist, Bengt Holmqvist, Erik Lindegren och Torsten Jungstedt
- ”Barnamordet i Betlehem”. Prosatext i översättning av Erik Lindegren
- ”Caliban vänd mot sin skapare”. Artikel av Jöran Mjöberg, SvD, 20/3:2007
- ”Det här är en stad”. Dikt i översättning av Karl-Gustaf Hildebrand, Dikter 1933-1998, edition edda, 1999
- ”En kvällspromenad”, ”Roms undergång”, ”Hör musik”, ”ur Memorial for the City”, ”Kärlekens högtid”, ”Hemligheter”. Sex dikter i översättning av Petter Bergman, BLM, 1964: nr 9, s. 659-666 [Omtryckta i Och i vår tid (Bonnier, 1965)]
- ”Engelsk lyrik”. Artikel av Artur Lundkvist, BLM, 1937
- ”Ett möte mellan dikt och bild – Interrelationer mellan ordkonst och bildkonst i W.H. Audens dikt ’Musée des Beaux arts’”. Artikel av Anders Palm, Artes, 1980:1
- ”Flygplats”. Dikt i översättning av Folke Isaksson, ”En pojke med tusen rynkor i sitt ansikte”. Artikel av Folke Isaksson, Gnistor under himlavalvet, FIBs lyrikklubb, 1983
- ”Frågan och svaret”. Dikt i översättning av Erik Lindegren, All världens berättare, 1952: nr 3, s. 183-184
- ”Herman Melville”. Dikt i översättning av Folke Isaksson, Röster i radio, 1953: nr 46, s. 4
- ”Kallman blev Audens guide till operan”. Artikel av Bo Löfvendahl, SvD, 21/2:2007
- ”Kultur”, ”Till minnet av W.B. Yeats”. Dikt i översättning av Gunnar D. Hansson, ”Samtidsoraklet som flydde samtiden”. Artikel av Gunnar D. Hansson, Ärans hospital, Bonniers, 1999 (stycken ur andra delen av dikten ”Till minnet av W.B. Yeats” i Hanssons tolkning återfinns i Försoning av Ian McEwan (översättning Maria Ekman), Bonniers, 2004
- ”Kör ur skådespelet Bestigningen av F6”. Dikt i översättning av Johannes Edfelt, Nya tolkningar, 1945
- "Marianne Moore". Artikel i översättning av Görgen Antonsson). I tidskriften Janus, nr 13 (1981), s. 3-11
- ”Musée des Beaux arts”. Dikt i översättning av Gunnar Ekelöf, Ord & Bild, 1946: nr 11, s. 514
- ”Nej, Platon, nej”. Dikt i översättning av Daniel Hjorth, BLM, 1973:5.
- ”Slutkör”. Dikt i översättning av Erik Lindegren, Vi, 40:1953
- ”Sång”, ”Under Sirius”, ”Akilles sköld”, ”ur Marginalia”, ”Kort ode till Göken”, ”Nej, Platon, nej”. Dikter i översättning av Tom Hedlund, Skuggan på vägen, Symposion, 1994
- ”W.H. Audens diktning”. Artikel av Erik Lindegren
- ”Week-endkris”. Dikt i översättning av Erik Lindegren, Svenska dagbladet, 3 feb 1952
- ”Wystan Hugh så in i norden”. Jörgen Gassilewski samtalar med Gunnar D. Hansson och Håkan Bravinger, SR, 25/9:2002
- ”Äntligen Auden”. Reidar Ekner recenserar Och i vår tid och Färgarens hand i BLM, 1965:9